# پایه مهمانی (فیلم)
پایه مهمانی (انگلیسی: Life of the Party) فیلمی کمدی امریکایی به کارگردانی بن فالکون است که در ۱۱ مه سال ۲۰۱۸ منتشر شد. این فیلم به زندگی مادری می پردازد که به تازگی طلاق گرفته است و برای ادامۀ تحصیل به دانشگاه بازگشته است. این فیلم با پشتیبانی ملیسا مک‌کارتی و نیو لاین سینما تولید شده است و در تاریخ ۱۱ مه ۲۰۱۸ توسط برادران وارنر پیکچرز اکران عمومی شد، نظرات مختلفی از سوی منتقدان موافق و مخالف دریافت کرد و در نهایت ۶۵ میلیون دلار فروش داشت. 